# Amanita farinosa
Amanita farinosa är en svampart som beskrevs av Schwein. 1822. Amanita farinosa ingår i släktet flugsvampar och familjen Amanitaceae.   Inga underarter finns listade i Catalogue of Life.